# Gultjärnen, Värmland
Gultjärnen är en sjö i Torsby kommun i Värmland och ingår i Göta älvs huvudavrinningsområde. Sjön har en area på 0,0691 kvadratkilometer och ligger 443,6 meter över havet.

## Delavrinningsområde
Gultjärnen ingår i det delavrinningsområde (669292-131433) som SMHI kallar för Gräns mot Norge. Medelhöjden är 322 meter över havet och ytan är 56,46 kvadratkilometer. Räknas de 5 avrinningsområdena uppströms in blir den ackumulerade arean 277,18 kvadratkilometer. Rottnan som avvattnar avrinningsområdet har biflödesordning 3, vilket innebär att vattnet flödar genom totalt 3 vattendrag innan det når havet efter 391 kilometer. Avrinningsområdet består mestadels av skog (96 procent). Avrinningsområdet har 0,13 kvadratkilometer vattenytor vilket ger det en sjöprocent på 0,2 procent. Bebyggelsen i området täcker en yta av 0,97 kvadratkilometer eller 2 procent av avrinningsområdet.